# 武希巴納尼區
武希巴納尼區，是馬達加斯加的行政區，位於該國東部，由阿齊那那那區負責管轄，首府設於武希巴納尼，面積5,297平方公里，2011年人口178,185，人口密度每平方公里34人。

## 友好城市
- 法國 勒唐蓬